# خانه حبیب مرتضوی
خانه حبیب مرتضوی مربوط به اواخر دوره زند است و در شهرستان اصفهان، بخش جلگه، روستای تاریخی قهی واقع شده و این اثر در تاریخ ۲۲ مرداد ۱۳۸۴ با شمارهٔ ثبت ۱۲۹۹۰ به‌عنوان یکی از آثار ملی ایران به ثبت رسیده است.